# 彩虹桥 (堪萨斯州)

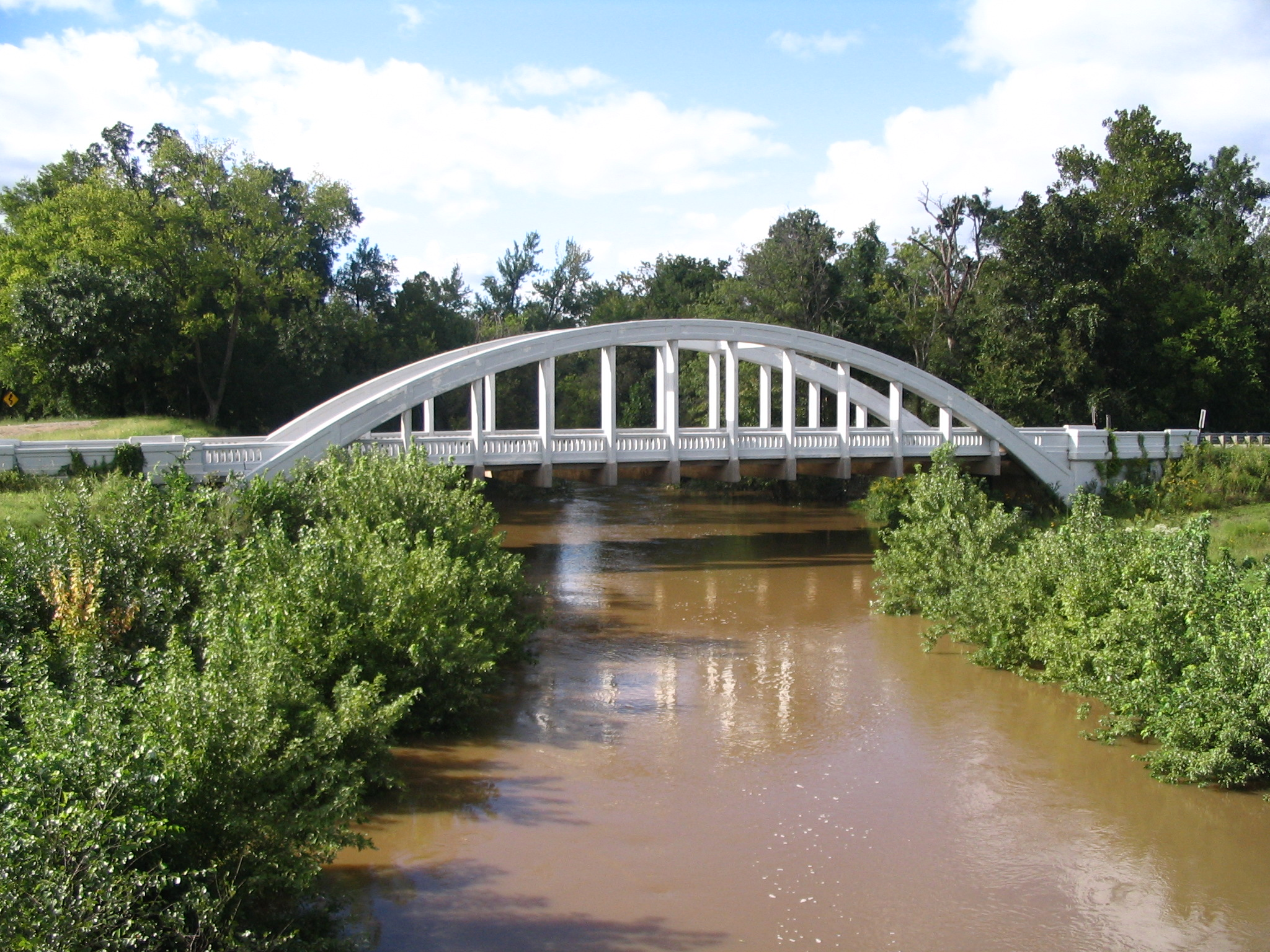
彩虹桥

彩虹桥梁（英語：Rainbow Bridge）是美国堪萨斯州里弗顿以西约两英里的拱桥，承载前66号美国国道（现为县级公路），建立在1923年。